# Ivano Lussignoli
Ivano Lussignoli (Cremona, 23 de julio de 1972 - Milán, 20 de septiembre de 2003) fue un deportista italiano que compitió en piragüismo en la modalidad de aguas tranquilas. Ganó una medalla de plata en el Campeonato Mundial de Piragüismo de 1998 en la prueba de K4 200 m.
Participó en los Juegos Olímpicos de Atlanta 1996, donde fue eliminado en las semifinales de la prueba de K4 1000 m.

## Palmarés internacional
| Campeonato Mundial | Campeonato Mundial | Campeonato Mundial | Campeonato Mundial |
| Año                | Lugar              | Medalla            | Evento             |
| ------------------ | ------------------ | ------------------ | ------------------ |
| 1998               | Szeged (Hungría)   | Medalla de plata   | K4 200 m           |